# Kevin Trapp
Kevin Trapp (ur. 8 lipca 1990 w Merzig) – niemiecki piłkarz występujący na pozycji bramkarza w niemieckim klubie Eintracht Frankfurt oraz w reprezentacji Niemiec.

## Kariera
Karierę rozpoczynał w wieku siedmiu lat w FC Brotdorf. W 2000 roku przeszedł do SSV Bachem, a trzy lata później – do SV Mettlach. W 2005 roku został zawodnikiem 1. FC Kaiserslautern. W 2007 roku zadebiutował w rezerwach 1. FC Kaiserslautern. W 2008 roku zadebiutował w pierwszej drużynie (w spotkaniu Pucharu Niemiec przeciwko Carl Zeiss Jena), w której rozegrał ogółem 32 mecze (wszystkie w 1. Bundeslidze). W 2012 roku za półtora miliona euro przeszedł do Eintrachtu Frankfurt, z którym podpisał czteroletni kontrakt. W lipcu 2015 podpisał pięcioletni kontrakt z PSG.
Rozegrał także 26 meczów w młodzieżowych reprezentacjach Niemiec. W dorosłej reprezentacji Niemiec zadebiutował 6 czerwca 2017 roku w towarzyskim meczu z Danią, który zakończył się remisem 1:1. Z kadrą pojechał także do Rosji na Puchar Konfederacji 2017, który zakończył się zwycięstwem Niemiec, ale Trapp nie zagrał ani minuty na tym turnieju.
Jego hobby to internet, tenis i piłka nożna.

## Statystyki klubowe
| Sezon     | Klub                 | Liga       | Mecze | Gole |
| --------- | -------------------- | ---------- | ----- | ---- |
| 2010/2011 | 1. FC Kaiserslautern | Bundesliga | 9     | 0    |
| 2011/2012 | 1. FC Kaiserslautern | Bundesliga | 23    | 0    |
| 2012/2013 | Eintracht Frankfurt  | Bundesliga | 26    | 0    |
| 2013/2014 | Eintracht Frankfurt  | Bundesliga | 34    | 0    |
| 2014/2015 | Eintracht Frankfurt  | Bundesliga | 22    | 0    |
| 2015/2016 | Paris Saint-Germain  | Ligue 1    | 35    | 0    |
| 2016/2017 | Paris Saint-Germain  | Ligue 1    | 24    | 0    |
| 2017/2018 | Paris Saint-Germain  | Ligue 1    | 4     | 0    |
| 2018/2019 | Eintracht Frankfurt  | Bundesliga | 33    | 0    |
| 2019/2020 | Eintracht Frankfurt  | Bundesliga | 22    | 0    |
| 2020/2021 | Eintracht Frankfurt  | Bundesliga |       |      |

## Sukcesy

### Paris Saint-Germain
- Mistrzostwo Francji: 2015/2016, 2017/2018
- Puchar Francji: 2015/2016, 2016/2017, 2017/2018
- Puchar Ligi Francuskiej: 2015/2016, 2016/2017, 2017/2018
- Superpuchar Francji: 2015, 2016, 2017, 2018, 2019

### Eintracht Frankfurt
- Liga Europy UEFA: 2021/2022

### Reprezentacyjne
- Puchar Konfederacji: 2017